# Batalla de Lesnaya
La batalla de Lesnaya (en ruso: Битва при Лесной; y en sueco: Slaget vid Lesna) tuvo lugar el 9 de octubre de 1708 en el transcurso de la Gran Guerra del Norte.  El ejército sueco se enfrentó a las tropas rusas de Pedro el Grande. La batalla terminó con la victoria rusa. 
El ejército ruso, formado por 12.000 soldados, estaba comandado por los príncipes Anikita Repnín y Aleksandr Ménshikov. Las fuerzas suecas disponían de la misma cantidad de soldados, estaban al mando del General Adam Ludwig Lewenhaupt. La batalla se libró en la población de Lesnaya, situada a escasa distancia de la frontera entre la Mancomunidad de Lituania y Polonia y de Zarato ruso, al sureste de Moguiliov en Bielorrusia.

## Antecedentes
Las victorias iniciales de Suecia en Copenhague y en Narva habían conseguido que Dinamarca y Rusia decidieran retirarse de la guerra. Sin embargo, Carlos XII de Suecia fue incapaz de acabar la guerra de una forma rápida, alargando durante ocho años su enfrentamiento con el otro contendiente, Augusto II de Sajonia-Polonia. Mientras, Pedro el Grande aprovechó para reorganizar su ejército en torno a una infantería fuerte y disciplinada, entrenada en el manejo de las armas de fuego modernas y logró una resonante victoria en Livonia, donde fundó la ciudad de San Petersburgo. Carlos XII reaccionó, ordenando un ataque al corazón de Rusia desde su campamento base de Polonia, con la idea de llegar hasta Moscú.
En el verano de 1708, el general Lewenhaupt, cuyas tropas estaban acampadas en Riga, a orillas del Báltico, recibió la orden de Carlos XII de marchar hacia el sur desde su base para unirse al grueso del ejército sueco en Polonia. Lewenhaput debía llevar con él suministros de munición y comida para preparar la expedición a Moscú.
Sin embargo, el general sueco necesitó más tiempo del previsto para preparar la expedición y el 26 de septiembre, Carlos XII partió de su campamento con la intención de invadir Ucrania antes del invierno. En aquel momento, Lewenhaupt se encontraba a unos 120 km de la posición del rey sueco.
Tras conocer la posición de las fuerzas suecas, Pedro I decidió atacar al ejército mandado por Lewenhaupt antes de que cruzaran el Sozh y pudieran ponerse a salvo. En ocho años de guerra, ningún ejército ruso había podido derrotar a Suecia, por lo que el ejército de Lewenhaupt no se inquietó ante los movimientos rusos.

## La batalla
La batalla fue muy reñida y ambos bandos sufrieron graves pérdidas. Al anochecer, se desató una tormenta de nieve, algo extraño en septiembre, incluso en Rusia. Esto hizo que las tropas suecas se desorganizasen y Lewenhaupt ordenó una retirada táctica para tratar de mantener el orden y proteger los suministros, aunque se vio obligado, debido al terreno embarrado, a abandonar varios cargamentos de provisiones, que se utilizaron para construir un fuerte que cubriera su retirada por Lesnaya.
Las fuerzas suecas defendieron la posición contra los ataques rusos, causando severas pérdidas a los ejércitos de Pedro I durante el transcurso de la jornada. Entre tanto, el resto del convoy sueco pudo ser puesto a resguardo al otro lado del puente, junto con el grueso del ejército.
No obstante, varios miles de soldados suecos que se habían desbandado durante la batalla y la retirada, fueron capturados o muertos por la caballería cosaca rusa.

## Resultados
En la batalla  resultaron muertos o heridos 1.000 soldados suecos, más otros 4.000 desaparecidos. Los rusos, por su parte, registraron 1.111 muertos y 2.856 heridos, sobre un tercio de los participantes en la batalla.
En su marcha para reunirse con el ejército real, Lewenhaput decidió abandonar la artillería, el ganado y parte del convoy de provisiones. Esto provocó que parte de sus tropas se amotinaran y emborracharan, por lo que el general se vio obligado a dejar a más de mil hombres en los bosques que bordeaban el camino. Cuando, por fin, sin suministros y con la mitad de sus hombres, alcanzó al ejército de Carlos XII  el día 19 de octubre, no hizo más que empeorar los problemas logísticos del ejército sueco.
Aunque Lesnaya no fue, en sí, un gran éxito militar, contribuyó sobremanera a cambiar la mentalidad del ejército ruso. Esta recién adquirida confianza sería de importancia capital en la campaña de 1709, en la que el ejército ruso conseguiría derrotar definitivamente a los suecos. El Zar Pedro I se refirió a la batalla de la Lesnaya como "la madre de la Batalla de Poltava."